# Edosa pygmaeana
Edosa pygmaeana är en fjärilsart som beskrevs av Petersen 1959. Edosa pygmaeana ingår i släktet Edosa och familjen äkta malar.
Artens utbredningsområde är Afghanistan. Inga underarter finns listade i Catalogue of Life.